# Cataluña Nueva
Cataluña Nueva (en catalán Catalunya Nova) es el nombre que se da, a partir del siglo XII, a los territorios conquistados por Ramón Berenguer IV, hasta entonces pertenecientes a los reinos taifa de Tortosa y Lérida.
Su frontera con la Cataluña Vieja es aproximadamente una línea formada por el río Llobregat y uno de sus afluentes, el Cardener, para seguir por la cuenca superior del Segre hasta las montañas del Montsec. Estos territorios tienen diferencias muy marcadas con las del norte de la raya. Mientras que en la Cataluña vieja imperaba el feudalismo, en la nueva se desarrolla una organización social diferente, en la cual los derechos de la nobleza sobre el pueblo llano eran bastante menores, fruto de los incentivos ofrecidos por la corona para la repoblación de la tierra, con la instauración de un sistema de concejos y la concesión de fueros especiales a los repobladores.